# Вільям Мейсон (зброяр)
Вільям Мейсон (англ. William Mason; 30 січня 1837 — 17 липня 1913) був модельником, інженером та винахідником яки працював у Remington Arms, Colt's Patent Fire Arms Manufacturing Company та Winchester Repeating Arms Company у 19-му столітті.

## Ремінгтон
Мейсон розпочав свою кар'єру учень-модельник, і врешті почав працювати на збройному виробництві для компанії Remington Arms. Працюючи на Ремінгтона 21 листопада 1865 року, він отримав патент США 51,117, на поворотно-відкидний барабан для легкого заряджання та зіркоподібний механізм для викидання порожніх гільз. Цю конструкцію використала в 1896 році компанія S&W у револьвері .38 Hand Ejector (M&P and S&W Модель 10).

## Кольт
У 1866 році Мейсон покинув Remington Arms і перейшов до Кольта у якості керуючого арсеналом. Разом з Чарльзом Річардсом, Мейсон запатентував конструкцію переробки капсульних револьверів на казнозарядні револьвери під унітарний набій. Ці перероблені револьвери ідентифікують як «Richards-Mason conversion». Після цієї роботи, Мейсон почав працювати над першими револьверами Кольта під унітарний набій в 1871 році: револьвер Colt Model 1871-72 «Open Top» став третім таким револьвером, після револьверів .41 калібру House Pistol та .22 калібру семизарядний Open Top. Open Top .44 мав абсолютно нову конструкцію, а тому деталі не від старих капсульних револьверів не підходили. Мейсон пересуну цілик на задню частину стволу, замість розташування на курку чи затворному блоці як у перших моделях. Револьвер було розроблено під набій .44 Henry і був відправлений на випробування армії США в 1872 році. Армія не прийняла револьвер і запросила револьвер на міцнішій рамі більш потужного калібру. Мейсон переробив конструкцію додавши верхню планку, як у револьверах Ремінгтона і перемістив цілик на задню частину рамки. Перший прототип був розрахований на набій кільцевого запалення .44 калібру, але перша модель була створена під новий калібр відомий як .45 Colt.

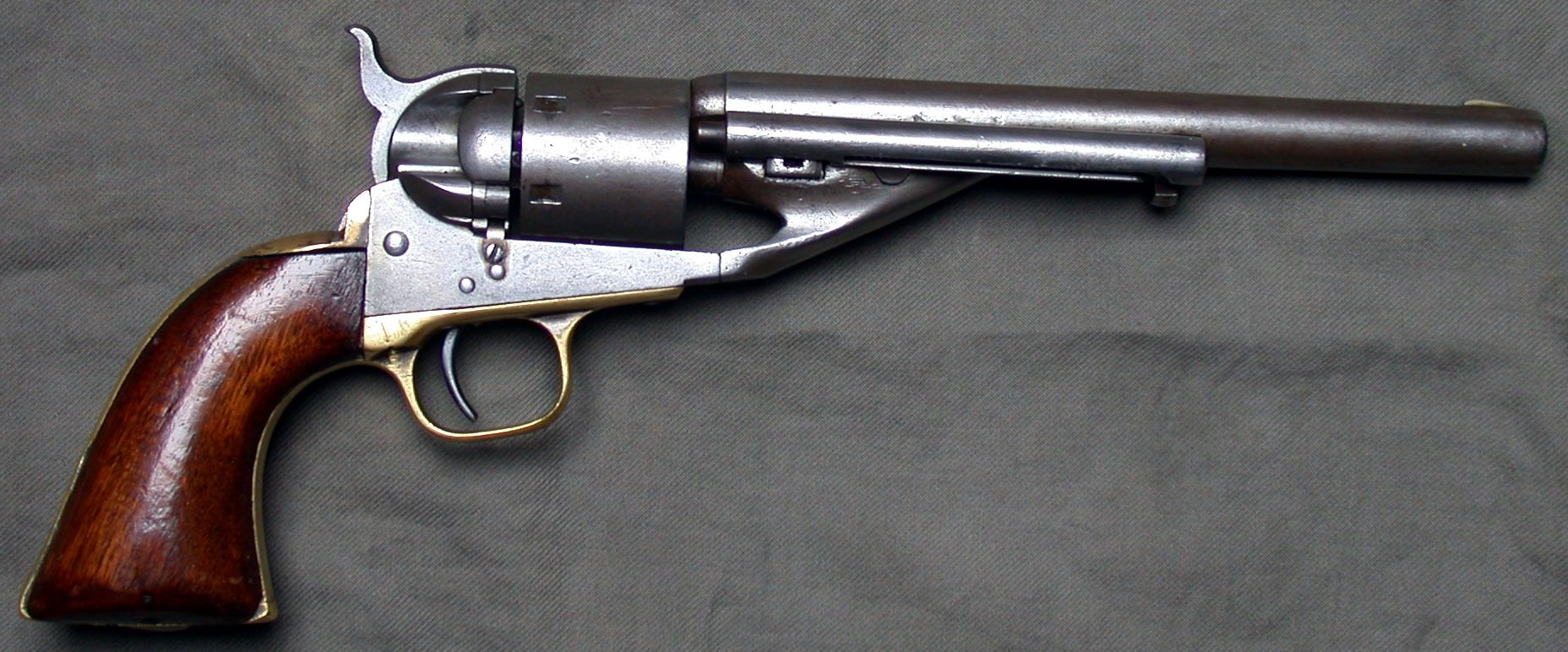
Colt Navy Модель 1861 переробка Richards Mason Conversion .38 cal

У 1872 році армія обрала цей револьвер, з першою поставкою в літку 1873 року 8,000 одиниць. Після успіху Colt Single Action Army та переробок капсульних револьверів Кольта по схемі Річардса-Мейсона, Мейсон перейшов на розробку невеликих револьверів, «The New Line» в 1874 році. Існувало п'ять варіантів, вони відрізнялися розміром та калібром, але з використанням затвора розробки Мейсона.
Хоча Кольт розробив концепцію револьвера «подвійної дії» ще в 1857 року і запатентував її, його Кольт так і не випустив. З ростом конкуренції з боку британського конкурента, Webley & Scott, Кольт звернувся до Мейсона розробити револьвер подвійної дії для них в 1877 році, ця модель отримала назву Colt M1877. Після цього, Мейсон у співпраці з Річардсом розробили версію на більшій рамці, Colt M1878 Frontier в 1878 році.
Його останньою розробкою на Кольта став револьвер Colt M1889. Мейсон розробив цей револьвер з поворотно-відкиднимм барабаном у співпраці з Карлом Дж. Ебетсом. Ебетс продовжував удосконалювати ідею протягом 7 років після того, як Мейсон пішов від Кольта до Вінчестера.

## Вінчестер
Мейсон покинув Кольта для праці на Winchester Repeating Arms Company в 1882 році. Спочатку його найняли для розробки револьвера, який би міг конкурувати з револьверами Кольта, але врешті Мейсон працював над прототипами багатьох конструкцій Джона Мозеса Браунінга. Однією з цих відомих конструкцій стала гвинтівка Winchester Модель 1886. В 1885 році він став головним механіком у Вінчестера і обймав цю позицію до смерті 17 липня 1913 року в Вустері, штат Массачусетс.
Мейсон був першим членом Американського товариства інженерів-механіків і за своє життя запатентував 125 винаходів зброї, амуніції, обладнання для виготовлення зброї, парових насосів та ткацьких верстатів. Історик Вінчестера Мері Джо Ігноффо назвав Мейсона «одним з найвизначніших конструкторів XIX століття».